# Knud H. Thomsen
Knud Henning Pichard Thomsen (19. oktober 1921 i Holstebro – 10. juli 1990) var en dansk forfatter. Blandt hans mest kendte værker er "Klokken i Makedonien" og "Røverne i Skotland".
Han skrev også flere bøger under pseudonymerne Kasper Grønning og Knud Pichard.
Knud H. Thomsens stil er præget af en underfundig humor, der ofte tager udgangspunkt i karakterernes almenmenneskelige enfoldighed. Han skrev gerne om de undertryktes kamp mod overmagten.

### Som Knud H. Thomsen
- 1952: Som himlens fugle
- 1953: Historien om Martin
- 1955: Tåge om en ø
- 1960: Vejen til Sherman
- 1978: Sæd, skik og sagn langs Storåen, del af novellesamlingen "Storåen"
- 1981: Klokken i Makedonien
- 1982: Røverne i Skotland (Gyldendals forlag ISBN 87-00-15246-3)
- 1983: Den irske præst
- 1983: Vædderen Bulder (børnebog)
- 1984: Hjem til jul, del af essaysamlingen "Julen jeg husker"
- 1984: Borgmesteren i Monteporco
- 1984: Tilbagetoget (ungdomsroman)
- 1984: Vi fra 3. kompagni, del af novellesamlingen "Nye danske noveller 1980-1984"
- 1985: Brudefærden på Korsika
- 1985: Mændene og skibet
- 1986: Timen før daggry
- 1987: Vejen gennem bjergene
- 1988: En sag om tre piger
- 1989: Degnen i Kragevig
- 1990: Brødrene på Yarlech Castle
- 2000: Klokken i Makedonien og Røverne i Skotland (samlet udg.)[1]

### Som Kasper Grønning
- 1956: Niels Sandbjerg og hans venner
- 1956: Niels Sandbjerg kan selv
- 1957: Niels Sandbjerg og Jæger-Hans
- 1957: Niels Sandbjerg når sit mål
- 1960: Den engelske skibskiste

### Som Knud Pichard
- 1967: Holstebro omkring besættelsen, del af essaysamlingen "Den sorte kunst i Hardsyssel"
- 1978: Oldtidsvejen, del af essaysamlingen "Oldtidsvejen fra Dybå til Hagebro"